# Dunbridge
Dunbridge – wieś w Anglii, w hrabstwie Hampshire, w dystrykcie Test Valley. Leży 13 km na zachód od miasta Winchester i 112 km na południowy zachód od Londynu.